# Lars Porsena

Primera batalla de Lars Porsena contra Roma en el puente Sublicius.

Lars Porsena, a veces también escrito como Lars Porsenna, fue un rey etrusco de la ciudad de Clusium, de finales del siglo VI a. C.
Entró en conflicto con Roma tras la revolución que derrocó a la monarquía romana. Tarquinio el Soberbio, último rey de Roma, que era de origen etrusco, apeló a Porsena, para acabar con la república romana temprana, y este accedió a ayudarle. Se presentó con su ejército a las puertas de Roma, y en este punto, hay divergencia en las fuentes históricas.
Según la corriente principal, incluido Tito Livio, Porsena, impresionado por la brava resistencia que presentaron los romanos, optó por la paz y se retiró. Según otras fuentes, en cambio, atacó y capturó la ciudad, y los etruscos sólo pudieron ser expulsados con posterioridad.
En cualquier caso, ninguna fuente sugiere que Tarquinio el Soberbio pudiera recuperar el trono. Si Lars Porsena consiguió conquistar Roma, fue en su propio provecho.
El escritor británico Robert Graves dio el nombre del rey etrusco a su ensayo Lars Porsena or The Future of Swearing and Improper Language (1927).